# Dieffenbach-lès-Wœrth
Dieffenbach-lès-Wœrth (Duits:  Diefenbach bei Wörth) is een gemeente in het Franse departement Bas-Rhin (regio Grand Est) en telt 361 inwoners (1999).

## Geschiedenis
Dieffenbach-lès-Wœrth maakte deel uit van het arrondissement Wissembourg tot dit op 1 januari 2015 fuseerde met het arrondissement Haguenau tot het huidige arrondissement Haguenau-Wissembourg. Op 22 maart van datzelfde jaar ging ook het kanton Wœrth, waar de gemeente onder viel, op in het op die dag gevormde kanton Reichshoffen.

## Geografie
De oppervlakte van Dieffenbach-lès-Wœrth bedraagt 3,6 km², de bevolkingsdichtheid is 100,3 inwoners per km².
De onderstaande kaart toont de ligging van Dieffenbach-lès-Wœrth met de belangrijkste infrastructuur en aangrenzende gemeenten.

## Demografie
Onderstaande figuur toont het verloop van het inwonertal (bron: INSEE-tellingen).

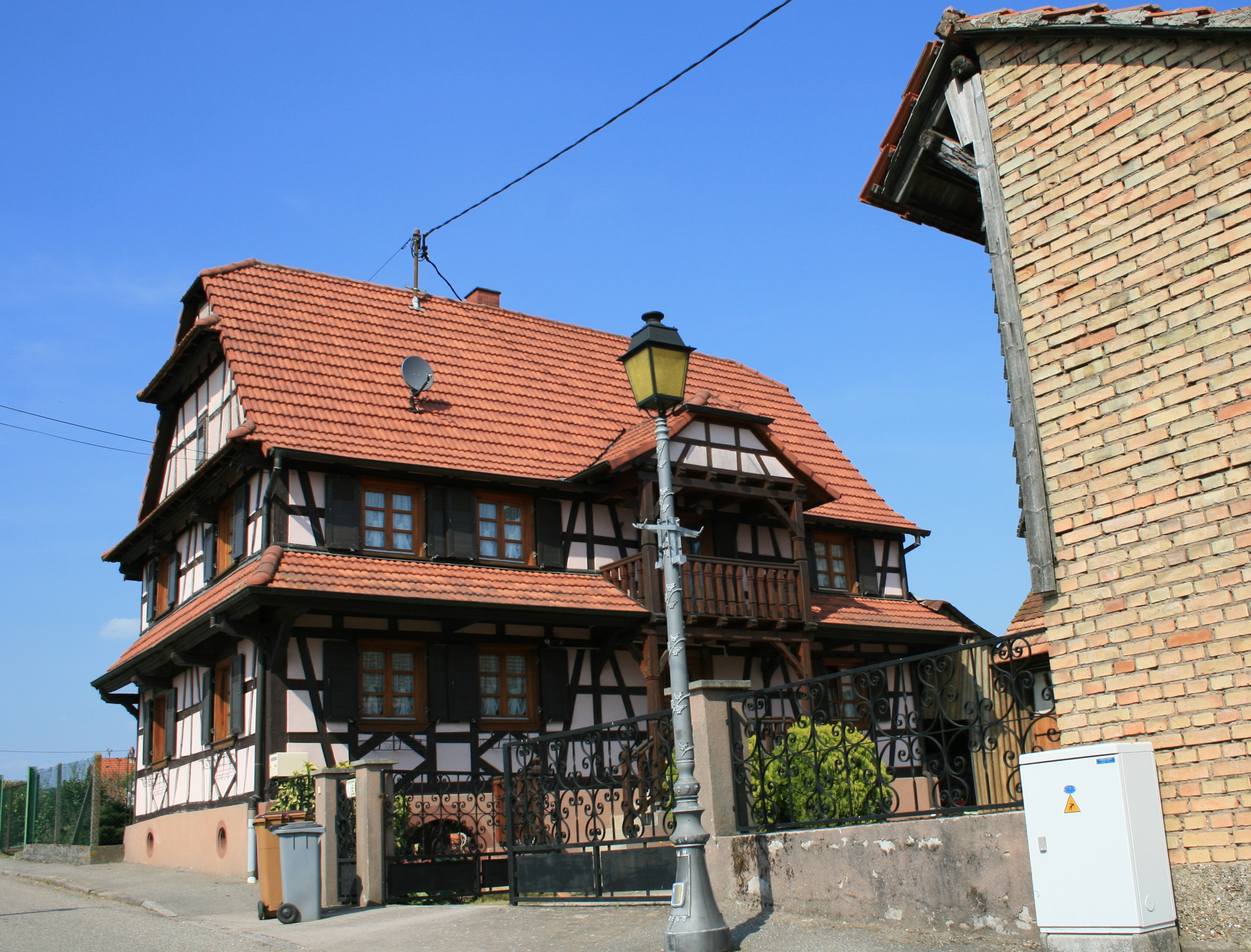
Dorpszicht
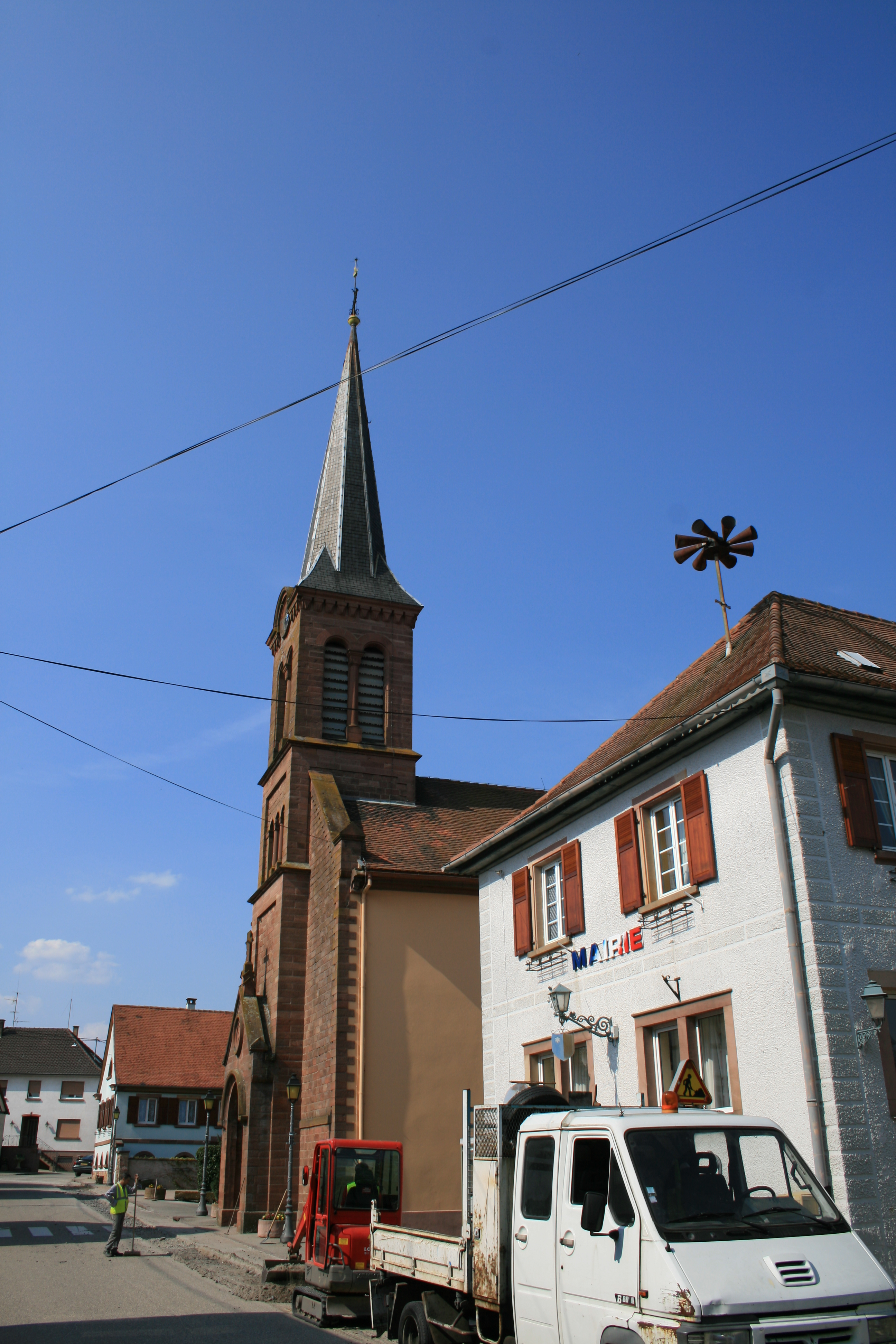
Kerk van Dieffenbach-lès-Wœrth